# Burghal Hidage
Burghal Hidage er et angelsaksisk dokument, der indeholder en liste med over 30 befæstede steder (burhs), hvor størstedelen ligger i kongeriget Wessex, og skatterne for hvert sted (baseret på antallet af hides). Dokumentet, der blev navngivet af Frederic William Maitland i 1897, er bevaret i to middelalderlige version og en fra tidlig moderne tid. Version A, Cotton Otho B.xi blev voldsomt skadet i forbindelse med en brand i Ashburnham House i 1731, men indholdet fra teksten er bevaret i en afskrivning af antikvaren Laurence Nowell fra 1562. Version B er beværet som en samling fra syv yderligere manuskripter, og kaldes normalt De numero hydarum Anglie in Britannia. Der er adskillige uoverensstemmelser i listerne fra disse to versioner; Version A inkluderer omtale af Burpham, Wareham og Bridport men indeholder i Shaftesbury og Barnstaple, der er listet i Version B. Version B nævner også Worcester og Warwick i et anneks.
Burghal Hidage giver et detaljeret billede af Alfred den Stores netværk af burhs, der var etableret for at beskytte hans kongerige mod vikingerne.

## Liste over burhs
Nedenfor ses en liste med 33 burhs (med hidages), der er inkluderet i enten den ene eller begge version af manuskriptet. de er opstillet i den rækkefølge, som de optræder i dokumenterne. Burhs der sandsynligvis blev tilføjet til Version B efter Alfreds tid er skrevet med fed.
| Burh                            | Hidage |
| Eorpeburnan                     | 324    |
| Hastings                        | 500    |
| Lewes                           | 1300   |
| Burpham                         | 720    |
| Chichester                      | 1500   |
| Portchester                     | 500    |
| Southampton                     | 150    |
| Winchester                      | 2400   |
| Wilton                          | 1400   |
| Chisbury                        | 700    |
| Shaftesbury                     | 700    |
| Twynam (nu kaldet Christchurch) | 470    |
| Wareham                         | 1600   |
| Bridport                        | 760    |
| Exeter                          | 734    |
| Halwell                         | 300    |
| Lydford                         | 140    |
| Pilton                          | 360    |
| Watchet                         | 513    |
| Axbridge                        | 400    |
| Lyng                            | 100    |
| Langport                        | 600    |
| Bath                            | 1000   |
| Malmesbury                      | 1200   |
| Cricklade                       | 1500   |
| Oxford                          | 1400   |
| Wallingford                     | 2400   |
| Buckingham                      | 1600   |
| Sashes                          | 1000   |
| Eashing                         | 600    |
| Southwark                       | 1800   |
| Worcester                       | 1200   |
| Warwick                         | 2400   |